# Jarosławski most kolejowy
Most kolejowy w Jarosławiu – jedyny kolejowy most przez rzekę Wołga w mieście Jarosław. 

## Historia
Most ten został zbudowany w 1913 roku na 300 jubileusz domu Romanowów. Na jego otwarciu był obecny ostatni car Mikołaj II. Z tego powodu przez długi czas most nazywał się „Nikołajewski”. Most został przebudowany w latach 1970—1972.
To pierwszy kolejowy most przez Wołgę, który związał północ Rosji z Moskwą. W czasie jego budowy dziesiątki tysięcy ton ładunków przeprawiano na barkach przez Wołgę, a później dostarczano na dworzec.